# Sauber C35
De Sauber C35 is een Formule 1-auto die gebruikt werd door het team van Sauber in het seizoen 2016.

## Onthulling
De C35 werd op 29 februari 2016 als laatste nieuwe auto van het seizoen onthuld door middel van het plaatsen van foto's op het internet. Nadat het team tijdens de eerste testsessie op het Circuit de Barcelona-Catalunya tussen 22 en 25 februari nog de C34 inzette, neemt het tijdens de tweede testsessie op dat circuit deel met de nieuwe wagen. De auto wordt, net zoals in 2015, bestuurd door Marcus Ericsson en Felipe Nasr.

## Resultaten
| Resultaat                       |
| ------------------------------- |
| Winnaar                         |
| Tweede plaats                   |
| Derde plaats                    |
| Gefinisht (punten behaald)      |
| Gefinisht (geen punten behaald) |
| Niet geklasseerd (NC)           |
| Uitgevallen (DNF)               |
| Niet gekwalificeerd (DNQ)       |
| Gediskwalificeerd (DSQ)         |
| Niet gestart (DNS)              |
| Gewond (INJ)                    |
| Uitgesloten (EX)                |
| Teruggetrokken (WD)             |
| Niet deelgenomen (blanco cel)   |
| P Pole position                 |
| S Snelste ronde                 |

| Jaar | Chassis    | Motor       | Banden | Coureurs        | 1   | 2   | 3   | 4   | 5   | 6   | 7   | 8   | 9   | 10  | 11  | 12  | 13  | 14  | 15  | 16  | 17  | 18  | 19  | 20  | 21  | Punten | WK-plaats |
| ---- | ---------- | ----------- | ------ | --------------- | --- | --- | --- | --- | --- | --- | --- | --- | --- | --- | --- | --- | --- | --- | --- | --- | --- | --- | --- | --- | --- | ------ | --------- |
| 2016 | Sauber C35 | Ferrari 061 | P      |                 | AUS | BHR | CHN | RUS | SPA | MON | CAN | EUR | OOS | GBR | HON | DUI | BEL | ITA | SIN | MAL | JPN | VST | MEX | BRA | ABU | 2      | 10        |
| 2016 | Sauber C35 | Ferrari 061 | P      | Marcus Ericsson | DNF | 12  | 16  | 14  | 12  | DNF | 15  | 17  | 15  | DNF | 20  | 18  | DNF | 16  | 17  | 12  | 15  | 14  | 11  | DNF | 15  | 2      | 10        |
| 2016 | Sauber C35 | Ferrari 061 | P      | Felipe Nasr     | 15  | 14  | 20  | 16  | 14  | DNF | 18  | 12  | 13  | 15  | 17  | DNF | 17  | DNF | 13  | DNF | 19  | 15  | 15  | 9   | 16  | 2      | 10        |
| Jaar | Chassis    | Motor       | Banden | Coureurs        | 1   | 2   | 3   | 4   | 5   | 6   | 7   | 8   | 9   | 10  | 11  | 12  | 13  | 14  | 15  | 16  | 17  | 18  | 19  | 20  | 21  | Punten | WK-plaats |

* Het huidige seizoen
Ferrari SF16-H ·
Force India VJM09 ·
Haas VF-16 ·
Manor MRT05 ·
McLaren MP4-31 ·
Mercedes F1 W07 Hybrid ·
Red Bull RB12 ·
Renault RS16 ·
Sauber C35 ·
Toro Rosso STR11 ·
Williams FW38